# Canada ai Giochi della XXVI Olimpiade
Il Canada partecipò ai Giochi della XXVI Olimpiade, svoltisi ad Atlanta, Stati Uniti, dal 19 luglio al 4 agosto 1996, con una delegazione di 303 atleti impegnati in venticinque discipline.